# Осока короткошия
Осока короткошия, Осо́ка па́рвська (Carex brevicollis; місцеві назви — осо́ка горбова, скорода) — багаторічна рослина родини осокових. Лікарська і кормова рослина.

## Опис
Трав'яниста рослина 30—45 см заввишки з розгалуженим міцним кореневищем, вкритим шорсткими лусками. Стебла сплюснуто-тригранні, знизу облиствлені, з бурими розщепленими піхвами, з яких виходять 2—3 маточкових колоски. Листки лінійні (50 — 60 см завдовжки і 3—5 мм завширшки), зелені з сизуватим відтінком і жолобком, з двома жилками і загнутими вниз краями.
Суцвіття — колос. Верхній колосок тичинковий, коричневий. Маточкові колоски яйцеподібні, 1,5—2,5 см завдовжки, розсунуті. Покривні луски з шилоподібним вістрям, коричневі, посередині зелені, з трьома жилками. Плоди — горішки, мішечки оберненояйцеподібні або широкоеліптичні, круглясті (до 5 мм завдовжки), жовтувато-зелені з невиразними жилками, вкриті негустими шипиками. Носик короткий, з шорстким краєм, іржавий.
Близький вид — осока волосиста — відрізняється від осоки парвської малиновими піхвами, циліндричними маточковими колосками і голими або майже голими мішечками.

## Екологія
Тіньолюбна рослина. Поширена в Лісостепу. Осока парвська росте в широколистяних лісах, серед чагарників. Цвіте у квітні.

## Застосування
У науковій медицині осоку парвську використовують для виготовлення бревіколіну, що застосовується як допоміжний засіб при пологах. Діючим чинником сировини є алкалоїд бревіколін. Збирають надземну частину осоки зразу ж після цвітіння, зрізуючи серпами або ножами на висоті 5—7 см без торішніх пожовклих листків. Сушать у затінку, розкладаючи тонким шаром на папері або тканині. Суху сировину пакують у тюки по 20—50 кг або в мішки по 9—10 кг і зберігають у сухих, добре провітрюваних приміщеннях.
Райони заготівель зосереджені у Вінницькій, Хмельницькій, північній частині Одеської, західній частині Кіровоградської області. Часто утворює суцільні зарості. Запаси сировини значні, проте рослина потребує дбайливого використання і охорони.
Як кормова рослина використовується на пасовищах. Є вказівки на отруйність її для худоби в зеленому стані.